# 왕기얀 충허

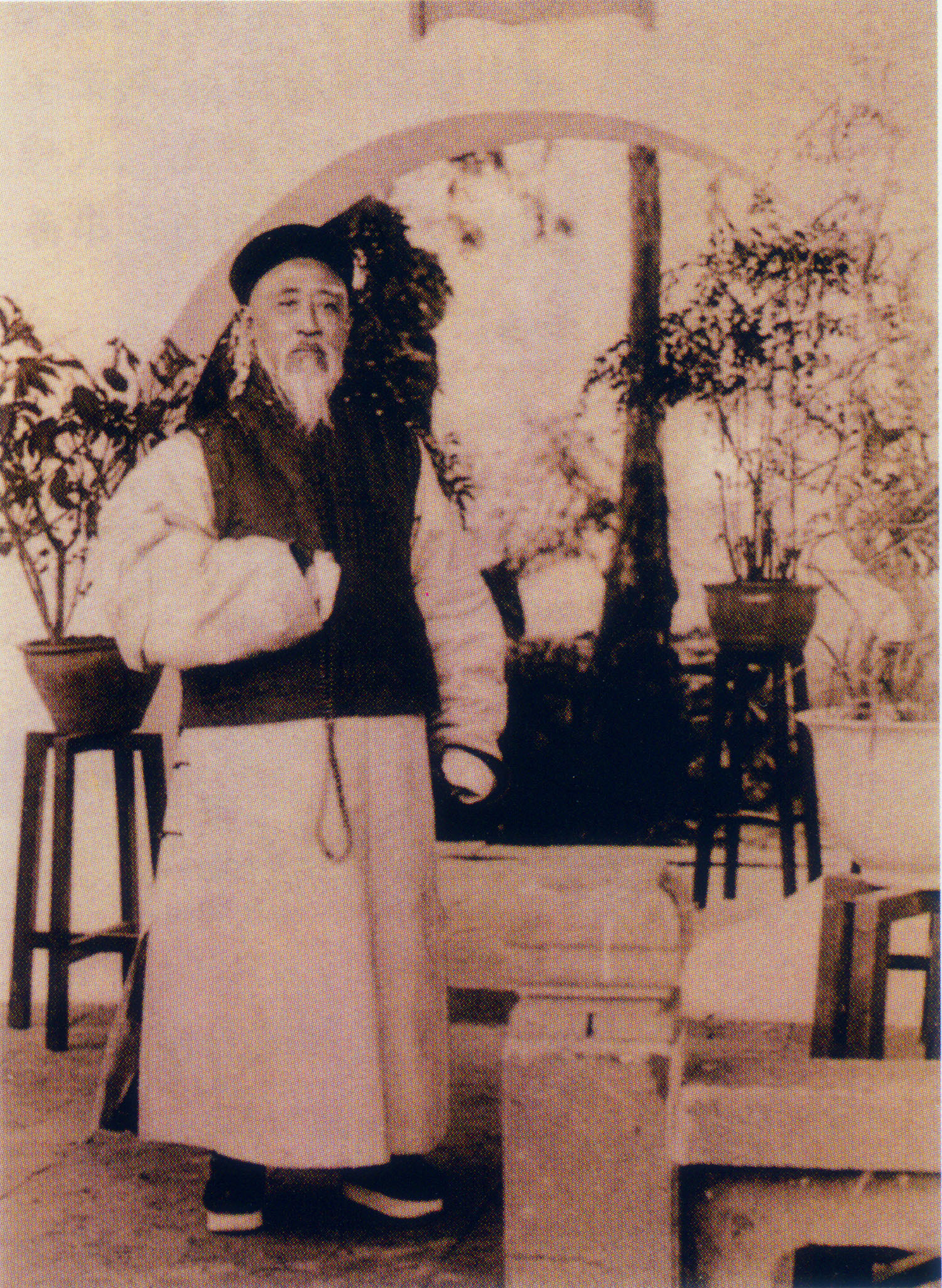
숭후

왕기얀 충허(한국 한자: 完颜崇厚 완안숭후, 1826년 10월 7일 - 1893년 3월 26일)는 청나라 말기의 관리이자 외교관이다. 자는 지산(地山). 만주 양황기의 기인으로 금나라 황실 완안씨(완안부)의 후예이다. 하도총독(河道総督) 린칭(麟慶)의 아들이며, 성경장군(盛京將軍) 숭실(崇實)의 동생이다.

## 생애
그는 린칭(麟慶)의 둘째 아들로 태어났으며, 12세기와 13세기에 금나라 왕족이었던 여진 완안씨의 직계였다고 전해진다.
1849년(도광 29년)에 거인이 되었고, 1858년(함풍 8년)에 정사품 영정하도(永定河道)로 임명받았다. 같은 해에서 일어난 제2차 아편전쟁의 전후처리를 맡았고, 1860년(함풍 10년)에 정이품 장로염운사(長蘆塩運使), 이듬해 1861년(함풍 11년) 1월 20일에는 삼구통상대신(三口通商大臣)에 임명되어 톈진조약으로 개항한 우장(현재 잉커우시), 톈진, 등주 (현재 위해와 연대 북부)의 3구를 관할하며, 외국 교섭을 담당했다. 이것은 공친왕 혁흔의 발탁이 그가 추진한 양무운동에도 참가 톈진에 ‘톈진기기제조국’(天津機器製造局)을 설립했다.
당시 청나라 백성들의 외국인에 대한 적대감은 지대했다. 1870년(동치 9년) 6월, 프랑스 천주교회의 고아원 어린이들이 사망하고, 유괴당하는 사건이 발생했다. 민심이 흉흉해지자 곳곳에 반기독교 격문이 나붙었다. 6월 21일, 군중은 교회당 앞에 모여 시위를 벌였고, 프랑스 영사 앙리 퐁타니에는 삼구통상대신이었던 숭후에게 병력을 파견하여 진압을 해줄 것을 요구했다. 이에 숭후는 마지못해 관리 몇 명만을 파견했고, 이에 퐁타니에는 격분하여 총리아문을 찾아가 강력하게 항의를 했다. 그는 숭후에게 위협 사격을 가했으며, 말리던 톈진 지현 류걸에게도 발포를 했다. 이를 지켜보던 군중은 퐁타니에를 때려 죽이고, 프랑스의 교회당과 고아원, 영사관과 타국의 교회당에도 불을 질렀다. 이른바, 선교사를 포함한 다수의 외국인이 살해된 ‘톈진 교안’ 사건이 발생한 것이다. 자신의 선에서는 감당하기 어렵다고 본 숭후는 직례총독 증국번에게 도움을 요청했고, 그에게 협상을 맡기고 자신은 사죄사로 10월 25일 프랑스의 수도 파리에 다녀왔다. 증국번은 진력을 다해 협상을 마무리했다. 증국번은 인사이동으로 양강총독이 되었고, 후임 직례총독으로 이홍장이 부임했다. 11월 12일자로 삼구통상대신은 북양통상대신으로 개칭되었고, 이홍장이 겸임을 했다. 프랑스에서 귀국 후 숭후는 병부좌시랑과 총리각국사무아문 대신으로 전보했고, 1876년(광서 2년)에 급사한 형 숭실의 성경장군도 계승했다.
1878년(광서 4년) 11월, 야쿱 벡의 난 등 북방의 혼란을 틈타 러시아가 북방의 일리 지방을 점령하고 있었다. 이러한 사태를 해결하기 위한 전권 대사로 러시아 제국의 수도 상트페테르부르크에 파견되었다. 1879년(광서 5년) 10월 2일, 크림반도의 리바디아궁에서 리바디아 조약을 체결했다. 그러나 그 협약 조건은 러시아에게 일리 지방을 대폭 이양하고, 러시아의 경제 특권을 인정하는 등의 불평등 조약이었다. 청나라 조정에서는 좌종당, 장지동 등의 불만의 목소리가 들끓었고, 격노한 서태후는 1880년(광서 6년)에 귀국한 숭후를 사형시키려 했다. 영국 공사 토마스 웨이드의 구명 탄원으로 숭후는 가까스로 면책을 받을 수 있었다. 그를 대신하여 러시아에 파견된 증기택은 1881년(광서 7년)에 리바디아 조약을 수정한 일리 조약을 체결함으로써 청나라의 체면을 간신히 지켰다. 이후 숭후는 더 이상 벼슬길에 나설 수 없었으며, 1893년(광서 19년)에 66세의 나이로 세상을 떠났다.